# Jacob Kaplan
Pour les articles homonymes, voir Kaplan.
Jacob Kaplan, né le 7 novembre 1895 à Paris et mort le 5 décembre 1994 dans la même ville, fut grand-rabbin de France de 1955 jusqu’à sa retraite en 1980.

## Biographie

### Jeunesse et études
Jacob Kaplan naît dans une famille pieuse de cohanim originaire de Lituanie, au 21, rue des Écouffes, dans le Pletzl, au Marais. Il est admis au Séminaire Israélite de France (SIF) en 1913 mais ses études sont interrompues par la Première Guerre mondiale. Ayant demandé à être mobilisé comme simple fantassin, il est incorporé au 411e régiment d'infanterie, prend part à la bataille de Verdun et est blessé en 1916. Il est décoré de la croix de guerre 1914-1918.
Après la guerre, il reprend ses études et reçoit son diplôme de rabbin en 1921.  

### Début de parcours professionnel
Il est nommé rabbin à Mulhouse en 1922, puis rabbin de la synagogue Nazareth à Paris en 1928 et rabbin de la grande synagogue de la Victoire en 1933. 
Il participe occasionnellement aux activités des Croix-de-Feu. En mars 1934, au cours d’une réunion, il déclare : « Sans avoir l’honneur d’être inscrit à votre association, je ne puis m’empêcher de me considérer comme l’un des vôtres ».
Le 14 juin 1936, en tant que rabbin de la synagogue de la Victoire et à la demande du Consistoire central israélite de France, il prononce un discours aux cérémonies religieuses organisées par les Croix-de-feu à la mémoire des anciens combattants juifs, ce qui lui vaudra d'être critiqué par la Ligue internationale contre l'antisémitisme (Lica, devenue la Licra) mais n'empêche pas celle-ci de lui demander de participer à ses propres manifestations, ce qu'il fait (notamment le 22 novembre 1938 à la Mutualité en soutien aux Juifs allemands persécutés).

### Seconde Guerre mondiale et Résistance
Nommé auxiliaire du grand-rabbin de France Isaïe Schwartz à la veille de la Seconde Guerre mondiale, il est mobilisé en septembre 1939, participe à la bataille de France en mai 1940 et obtient la Légion d'honneur à titre militaire. Il rejoint en juillet 1940, le grand-rabbin de France, à Vichy, siège du gouvernement de Pétain, et joue un rôle actif en s'opposant aux décisions gouvernementales discriminatoires à l'égard des Juifs, tant français qu'étrangers. En 1940, il publie Racisme et Judaïsme qui sera comme Témoignage sur Israël, inscrit sur la liste Otto des livres interdits à la vente sous l'Occupation. Le 31 juillet 1941, il adresse à Xavier Vallat, commissaire général aux questions juives, une lettre, dont il donnera une lecture publique, contre l'antisémitisme et les mesures d'exception du régime de Vichy, dans laquelle il écrit que « le jour où la raison reprendra ses droits (et elle les reprendra sans aucun doute dans le pays de Descartes et de Bergson), l'antisémitisme, lui perdra les siens. »
Interdit de résidence à Vichy par un arrêté de René Bousquet du 20 juillet 1942, il part à Lyon en 1942. Il n’aura alors de cesse, au péril de sa vie, de faire jouer toutes ses connaissances afin de sauver le maximum de ses coreligionnaires. Il sollicite entre autres le cardinal Gerlier, à qui il demande d'intervenir auprès du gouvernement afin d’arrêter les convois de juifs partant pour l’Allemagne. Il est aussi en lien avec Bel Hadj El Maafi, l'imam de Lyon et représentant de la Résistance algérienne de Lyon.
Nommé grand-rabbin de France par intérim en janvier 1944 après le passage en Suisse d'Isaïe Schwartz pour échapper à la Gestapo, il est arrêté le 1er août 1944 par la police française, puis relâché le même jour contre rançon. 

### Après la guerre
Il obtient à la Libération la croix de guerre 1939-1945 ; « pour son comportement général durant l'Occupation », Jacob Kaplan fut cité à l'ordre de la Brigade pour faits de résistance par le ministre des Armées le 15 avril 1946. La décision du ministère de la Guerre signée par le général Juin est motivée ainsi : « A participé pendant toute l'occupation à un grand nombre d'actions contre l'ennemi. Il a été pour tous les résistants un modèle de courage et d'abnégation ». La citation par le rabbin Haïm Korsia correspond au document signé par Juin (« Les actions contre l'ennemi pendant toute l'occupation »), confirmé par le mémoire de proposition au grade de grand-croix de l'ordre national du Mérite de 1984 « Services militaires : Résistance Croix de Guerre ».
En 1976 (date tardive, après 30 ans, et alors qu'il est grand-rabbin de France, « expliquée » partiellement par le décret du 6 août 1975), Jacob Kaplan obtient la carte du combattant volontaire de la résistance (dont les conditions d'attribution aux titulaires, prouvant leurs actes de résistance, ont permis d'en faire la demande à partir du décret de 1975 levant les forclusions : ainsi, en 1976, 1 437 résistants ont demandé et obtenu la carte de CVR ; ils ont été 29 362 résistants à obtenir la carte de CVR entre 1976 et 1987 selon le rapport du Sénat. Le projet de loi 152 1988-1989 devait permettre à 3 000 résistants de demander ce statut).
Il est élu grand-rabbin de Paris en 1950 succédant à Julien Weill, puis grand-rabbin de France en 1955. Après la guerre, sa principale préoccupation est de remettre sur pied la communauté, décimée par les nazis. Il est le cofondateur de l'École Yabné en 1948 avec le rabbin Élie Munk et le grand-rabbin Henri Schilli. Quand en 1952 éclate l'affaire Finaly, Jacob Kaplan remue l’opinion publique mondiale et intervient auprès de Mgr Touvet et du cardinal Gerlier, ainsi qu’auprès de nombreuses autorités religieuses catholiques et protestantes, en liaison notamment avec Germaine Ribière et le père Chaillet, qu'il a connu par ses réseaux de résistance à Lyon, jusqu’au retour des deux enfants.
Il donne des cours à l'Institut d'études politiques de Paris sur le judaïsme.
Après 1961, il s’occupe de l’afflux massif de ses coreligionnaires rapatriés d’Afrique du Nord et qui en quelques années doubleront la communauté juive française. Il est élu en 1967 membre de l’Académie des sciences morales et politiques, pour laquelle il rédige de nombreuses communications.
En 1980, il met fin à ses fonctions de grand-rabbin de France, tout en restant actif dans la communauté juive et en publiant divers ouvrages.
Jacob Kaplan est enterré au cimetière parisien de Bagneux, dans la 31e division.

## Postérité
En 2009, la plaque apposée en son honneur par le maire de Lyon, Gérard Collomb, indique « Résistant à Lyon 1941 - 1944 », "justifié" ainsi dans son discours : « Personne ne s’étonnera si à Lyon, dans cette ville qui fut la sienne aux pires heures de l’Histoire, j’évoque d’abord l’occupation. En cette période tragique, où tout le désignait pour la mort, il fut en effet de ceux qui jamais ne se résignèrent, de ceux qui résistèrent de tout leur être » (cf. en note la suite du discours).

## Famille
Il est marié à Fanny Kaplan (née Dichter) et le père de Lazare Kaplan, Francis Kaplan, Benjamin Kaplan, Myriam Askienazy, Régine Moog.

## Distinctions
- Croix de guerre 1914–1918
- Croix de guerre 1939–1945
- Combattant Volontaire de la Résistance (1976)
- Grand-croix de l'ordre national du Mérite (1984)
- Grand-croix de la Légion d'honneur (1988)
- Prix de l'Amitié judéo-chrétienne de France (1989)

Note sur les dates d'obtention de la carte de CVR, conclusion du rapport de la Commission des Affaires sociales du Sénat du 3 avril 1989 sur le statut de combattant volontaire de la résistance : « il leur est apparu que la défense du titre de C.V.R. et que l'Honneur de la Résistance, auxquels ils sont tout autant attachés que le Gouvernement et les associations d'anciens combattants, ne passaient pas par un maintien des forclusions. Chaque résistant doit pouvoir obtenir le titre et la carte du C.V.R. dès lors qu'il a manifesté, au moment des heures sombres de notre Histoire, le courage et le sens de l'honneur qui caractérisent les combattants de la Résistance. Ce droit doit être indépendant des raisons qui ont conduit le demandeur à ne pas solliciter l'homologation par l'autorité militaire entre 1944 et 1951, ni à bénéficier des levées temporaires des forclusions qui se sont succédées (sic) depuis 1949 ».

## Hommages posthumes
- À l'Académie de sciences morales : notice sur la vie et les travaux de Jacob Kaplan, par Alain Besançon.
- Le 16 novembre 2000, le maire de Paris, Jean Tiberi, inaugure dans le 9e arrondissement la place Jacob-Kaplan.
- 2005 : Timbre commémoratif de 0,53 € à l’effigie de Jacob Kaplan édité par le service philatélique de la Poste
- 2007 : Médaille d’art éditée par la Monnaie de Paris
- Le 7 mai 2009, le maire de Lyon, Gérard Collomb, inaugure le parc Jacob-Kaplan, jardin public, situé dans la ZAC de la Buire encore en construction, rue du Professeur-René-Guillet dans le 3e arrondissement de Lyon. Une plaque rappelle le souvenir de Jacob Kaplan, Résistant à Lyon, 1941 -1944.
- Le 5 décembre 2014, une stèle est inaugurée à Mulhouse où il fut rabbin en 1922, en présence du grand-rabbin de France Haïm Korsia, de Jean Rottner, maire de la ville et de Jean-Louis Debré, président du Conseil constitutionnel.

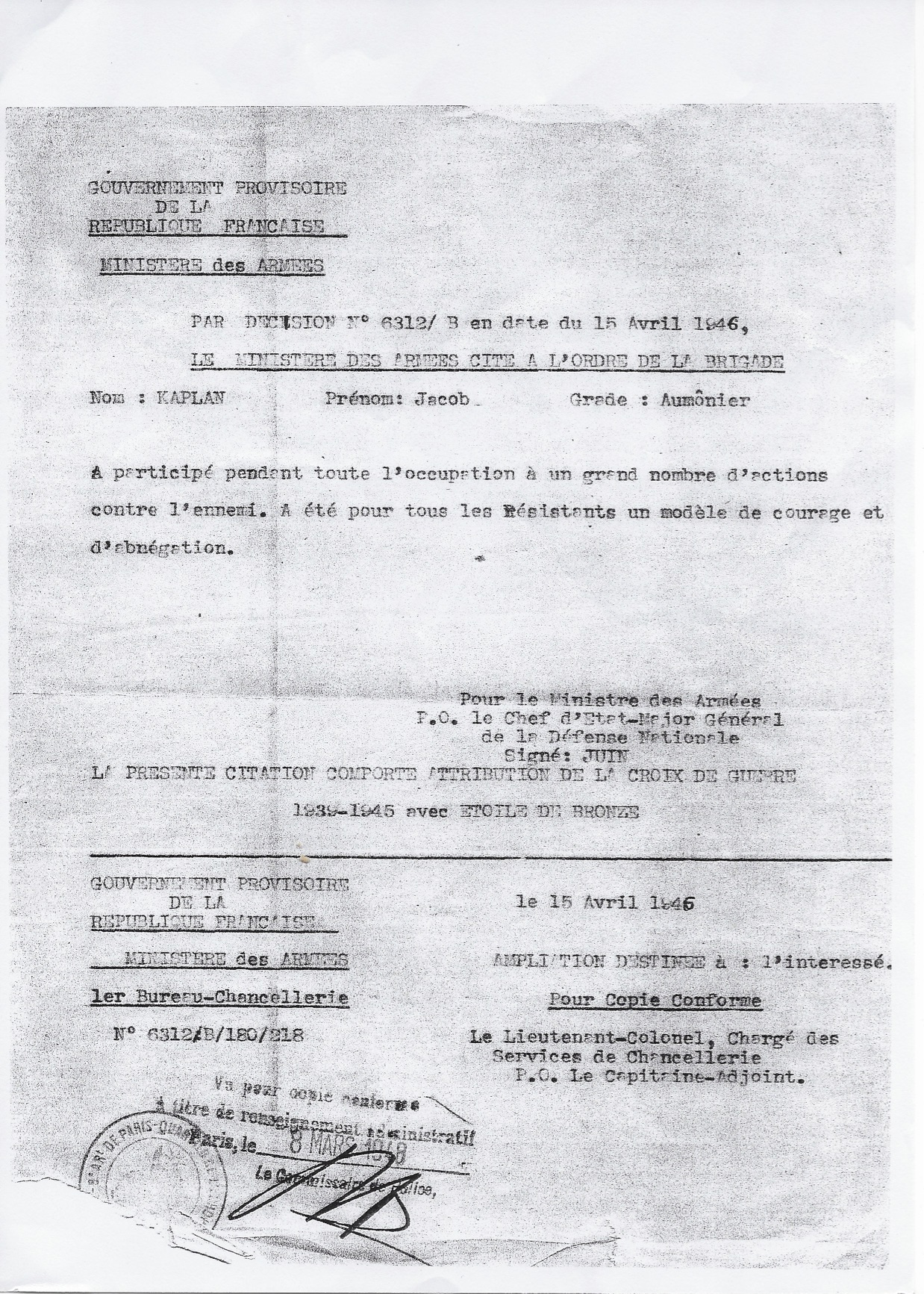
Décision du ministère de la Guerre (signé par Juin) d'attribution de la croix de Guerre à Jacob Kaplan le 15 avril 1946

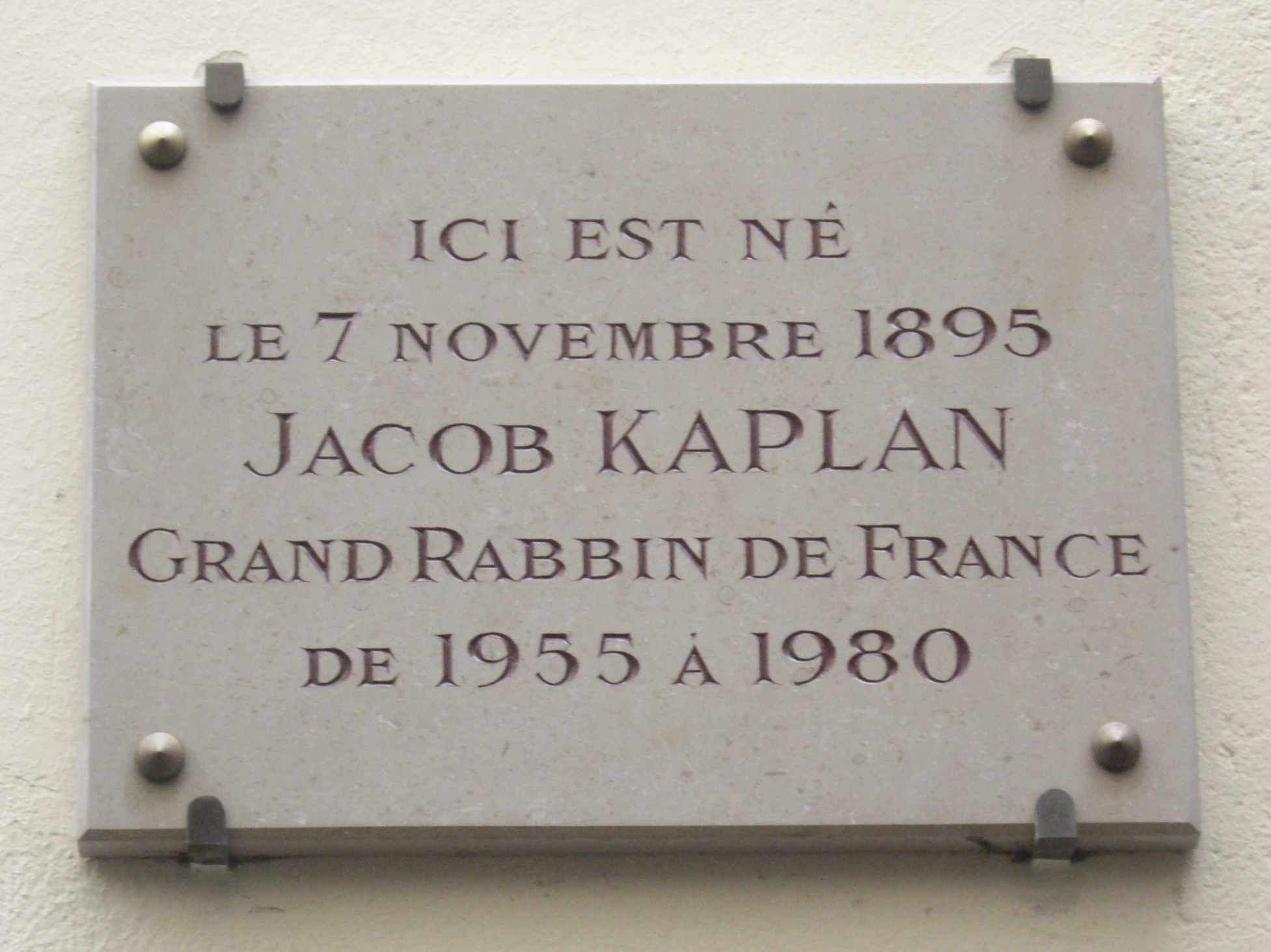
Naissance au 21, rue des Écouffes à Paris.
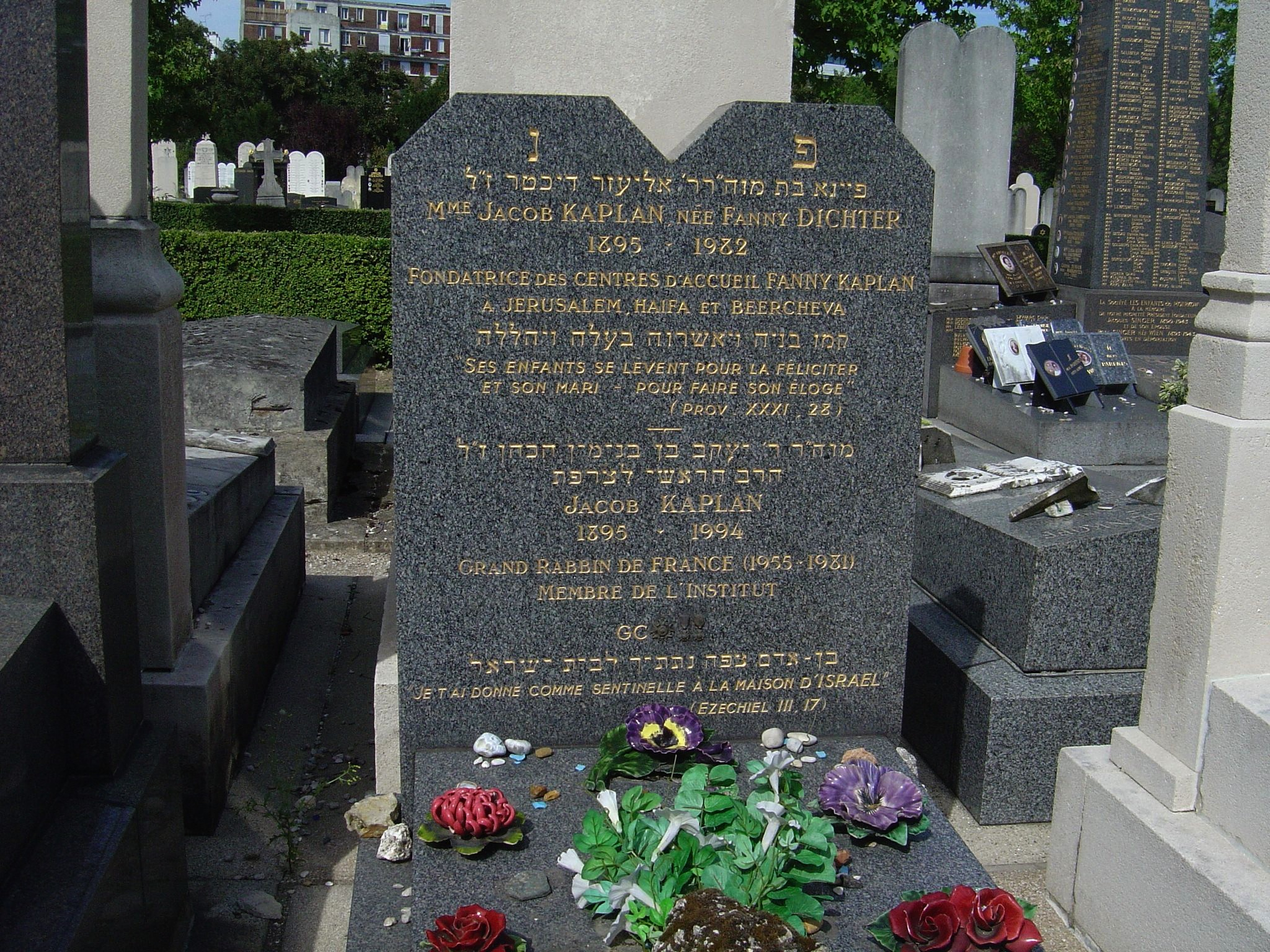
Tombe de Jacob et Fanny Kaplan au cimetière de Bagneux
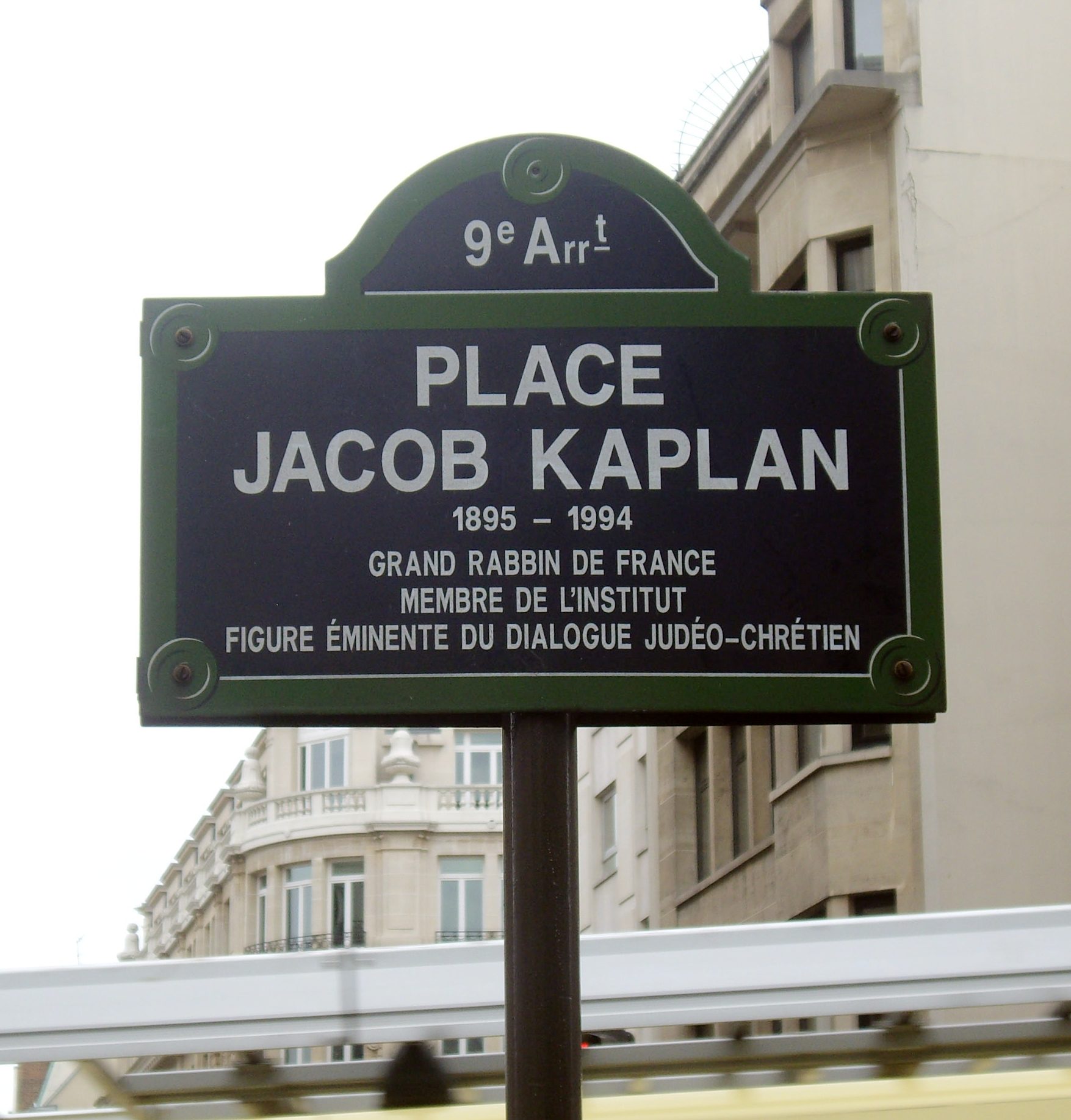
Place Jacob-Kaplan à Paris.
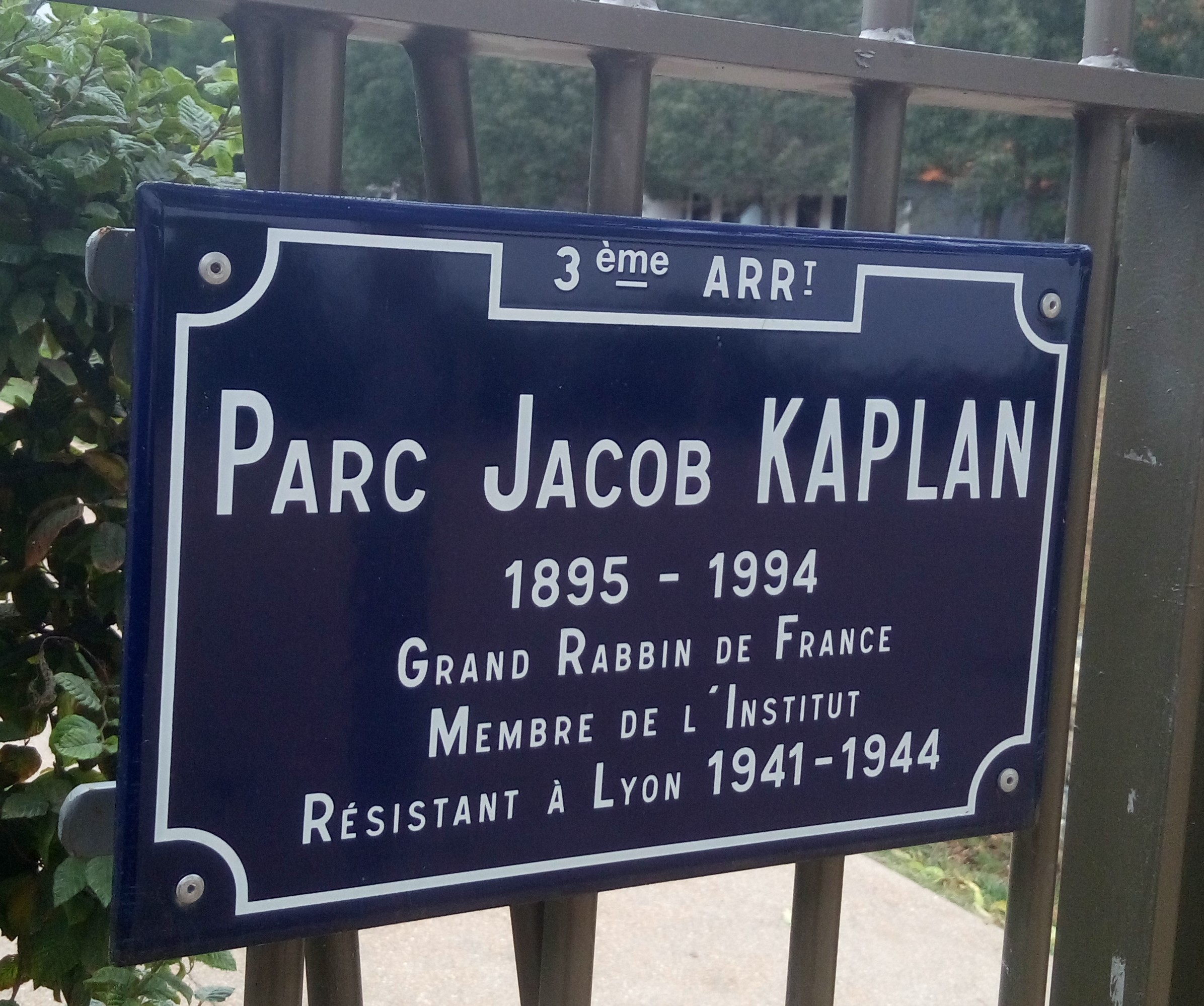
Plaque du parc Jacob-Kaplan à Lyon

## Publications
- Témoignage sur Israël dans la littérature française, Lipschutz, 1938
- Témoignage sur Israël, Regain, 1949
- Les Temps d'épreuve, Les Éditions de Minuit, 1952
- Judaïsme français et sionisme, Albin Michel, coll. « Présence du Judaïsme », 1975
- Un enseignement de l'estime, Stock, 1982
- Le Vrai Visage du judaïsme, Stock, coll. « Judaïsme-Israël », 1987
- Le Judaïsme dans la vie quotidienne (en collaboration), Albin-Michel, coll. « Présence du Judaïsme », 1992
- Le Talmud et ses maîtres (en collaboration), Albin Michel, coll. « Présence du Judaïsme », 1993
- L’Affaire Finaly, Le Cerf, coll. « L’histoire à Vif », 1993
- Justice pour la foi juive (en collaboration), Le Cerf, coll. « L’histoire à Vif », 1995
- N’oublie pas, Stock, coll. « Judaïsme-Israël », 2007